# Gare de Château-Renault
Gare de Château-Renault vasútállomás Franciaországban, Château-Renault településen.

## Vasútvonalak
Az állomást az alábbi vasútvonalak érintik:
- Párizs-Tours-vasútvonal

## Kapcsolódó állomások
A vasútállomáshoz az alábbi állomások vannak a legközelebb:
- Gare de Monnaie (Gare de La Membrolle-sur-Choisille, Párizs-Tours-vasútvonal)
- Gare de Saint-Amand-de-Vendôme (Gare de Brétigny, Párizs-Tours-vasútvonal)